# 유나이티드 항공 93편 테러 사건
유나이티드 항공 93편(영어: United Airlines Flight 93)은 2001년 9월 11일 9·11 테러의 일환으로 알카에다 테러리스트 4명에게 납치당한 미국 국내선 항공편 중 하나이다. 납치범들은 항공기를 미국의 수도인 워싱턴 D.C.의 연방 정부 건물에 충돌시킬 계획이었다. 하지만 승객들이 반격하여 테러범들이 항공기를 펜실베이니아주 서머싯군에 추락시켜 알카에다가 의도했던 목표물에 도달하지 못하게 막았으나 탑승객 전원이 사망하여 임무는 부분적으로 실패했다. 해당 항공기는 보잉 757-200 기종으로 승객 44명과 승무원이 탑승했으며, 뉴저지주 뉴어크 국제공항에서 캘리포니아주 샌프란시스코 국제공항까지 매일 아침 운행하는 국내선 항공편으로, 이날 납치된 항공기 중 로스앤젤레스행이 아닌 유일한 항공기이다.
비행 시작 46분 후 납치범들은 한 승객을 살해하고 조종실에 침입하여 관제사들이 듣고 있는 가운데 조종사들과 몸싸움을 벌였다. 조종사 훈련을 받은 납치범 중 한 명인 지아드 자라가 항공기를 조종하기 시작해 미국의 수도인 워싱턴 D.C. 방향인 미국 동해안으로 항공기를 틀기 시작했다. 9.11 테러의 주동자로 여겨지는 칼리드 사이크 모하메드와 람지 빈 알시브는 초기 항공기의 테러 목표물이 미국 국회의사당이었다고 주장했다.
93편은 예정 이륙 시간보다 42분 늦은 8시 42분에 활주로를 떠났다. 납치범들이 공격을 시작하기 위해 46분을 더 기다리기로 결정한 것은 이 항공기에 탑승한 인질들이 뉴욕의 세계 무역 센터 쌍둥이 빌딩과 워싱턴 D.C. 인근 버지니아주 알링턴군의 펜타곤에 이미 납치된 항공기에 의한 자살 테러가 일어났다는 사실을 매우 빠르게 알게 되었음을 의미한다. 오전 9시 57분, 항공기가 납치된 지 불과 29분 만에 승객들은 항공기 통제권을 되찾기 위해 반격하기로 결정했다. 이어진 싸움에서 항공기는 피츠버그에서 동남쪽으로 약 65 마일 (105 km) 떨어진 인디안 레이크와 섕크스빌 인근 스토니크릭 군구의 복원된 노천광산 인근 평야에 추락하여 알카에다의 의도된 목표물에 도달하는 것을 막았으나 항공기에 탑승한 모든 사람이 사망했다. 한 시민이 지상에서 충돌을 목격했으며, 언론사는 추락 1시간 내에 보도하기 시작했다.
유나이티드 항공 93편은 9월 11일 테러리스트에게 납치된 4대의 항공기 중 마지막 항공기였으며, 알카에다가 의도한 목표물에 도달하지 못한 유일한 항공기이다. 이 항공기 납치는 93편 추락 26분 전에 펜타곤에 충돌한 아메리칸 항공 77편의 납치와 동시에 이루어질 예정이었다. 테러 직후 추락 지점 인근에 임시로 놓은 기념비가 설치되었다. 2011년 9월 10일에는 정식 추모비인 93편 국립 추모관이 건설되었으며 유리와 콘크리트로 건설한 방문객 센터(추락 지점을 내려다보는 언덕에 위치)는 4년 후인 2015년 개장하였다.

## 하이재커
유나이티드 항공 93편의 납치는 알카에다의 일원인 지아드 자라가 주도했다. 자라는 레바논의 부유한 세속 무슬림 가정에서 태어나 양육받았다. 그는 조종사가 되고자 1996년 독일로 이주했고 독일어를 공부하기 위해 그라이프스발트 대학에 입학했다. 1년 후에는 함부르크로 이주하여 함부르크 응용과학대학교에서 항공우주공학을 공부하기 시작했다. 함부르크에서 자라는 독실한 무슬림이 되었고 급진적인 함부르크 조직과 연계를 가졌다.
1999년 11월 자라는 함부르크를 떠나 아프가니스탄으로 향했고 이곳에서 3개월을 지냈다. 2000년 1월에는 아프가니스탄에서 알카에다의 지도자인 오사마 빈라덴을 만났다. 1월 말에 함부르크로 돌아간 자라는 2월에 자신의 여권이 도난당했다고 신고해 여행 기록이 없는 새 여권을 발급받았다.
5월에는 베를린 주재 미국 대사관에서 비자를 발급받아 2000년 6월 미국 플로리다에 도착했다. 그곳에서 자라는 백병전 수업과 비행 교육을 받았다. 자라는 공격 몇 달 전부터 독일에 있는 여자친구와 레바논에 있는 가족과 연락을 계속 했다. 주변인과의 밀접한 접촉은 테러 음모의 리더였던 모하메드 아타를 화나게 했고, 알카에다의 기획자는 자라가 만일 여타 이유로 테러에서 물러날 경우 다른 요원인 자카리아스 무사위를 대신할 인물로 꼽았다.
4명의 "행동대장" 납치범은 조종실을 습격해 승무원을 제압하는 훈련을 받았고 이 중 3명이 93편에 동승했다. 첫 인물인 아흐메드 알나미는 2001년 5월 28일 유나이티드 항공 175편의 납치범인 함자 알그함디와 모한드 알셰흐리와 함께 6개월 관광비자를 통해 미국 플로리다주의 마이애미에 도착했다. 두 번째 인물인 아흐메드 알하즈나위는 아메리칸 항공 11편 납치범인 와일 알셰흐리와 함께 6월 8일 마이애미에 도착했다. 세 번째 인물인 사에드 알감디는 175편 납치범인 파예즈 바니함마드와 함께 6월 27일 플로리다주 올랜도에 도착했다. 93편의 추락 현장에서 지아드 자라와 사에드 알감디의 여권을 회수했다. 자라의 가족은 처음에 그가 비행기에 탑승한 "무고한 승객"이었다고 주장했다.
알카에다는 각각 5명으로 구성된 4개 팀이 테러를 벌일 계획을 꾸몄으나 테러 당일에는 테러리스트 19명만 실제 테러에 가담했다. 여기서 사라진 20번째 하이재커는 2001년 8월 3일 두바이에서 올랜도로 온 모함메드 알카타니로, 9월 11일 5번째 납치범으로 93편에 탑승할 예정이었다. 하지만 자신의 이름으로 된 현금 2,800달러로 체류가 가능한지 의심되었고 편도 티켓만 구매하여 공항 검사관에게 불법체류 문제와 관련하여 강도 높은 심문을 받았다. 이후 알카타니는 두바이로 송환되었고 사우디아라비아로 돌아갔다.

## 비행

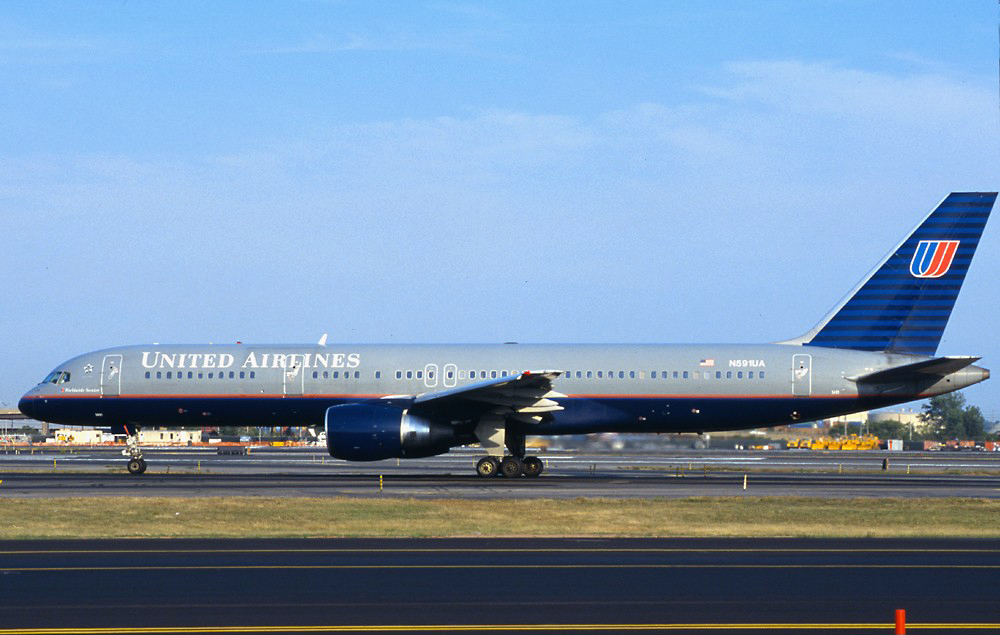
납치되기 3일 전인 2001년 9월 8일 뉴어크 리버티 국제공항에서 택싱 중인 N591UA의 모습

납치된 항공기는 보잉 757-222기로 항공기 등록기호는 N591UA이다. 탑승 가능한 최대 수용량은 182명인데 9월 11일 당일에는 93편에 승객 37명(테러텀 4명 포함)과 승무원 7명이 탑승해 부하율 20%로 93편의 화요일 평균 부하율인 52%를 밑돌았다. 승무원 7명은 기장 제이슨 달(43세), 부기장 로이 호머 주니어(36세), 항공 승무원 로레인 베이, 샌드라 브래드쇼, 완다 그린, 시시 라일스, 사무장 데보라 웰시이다.

### 탑승

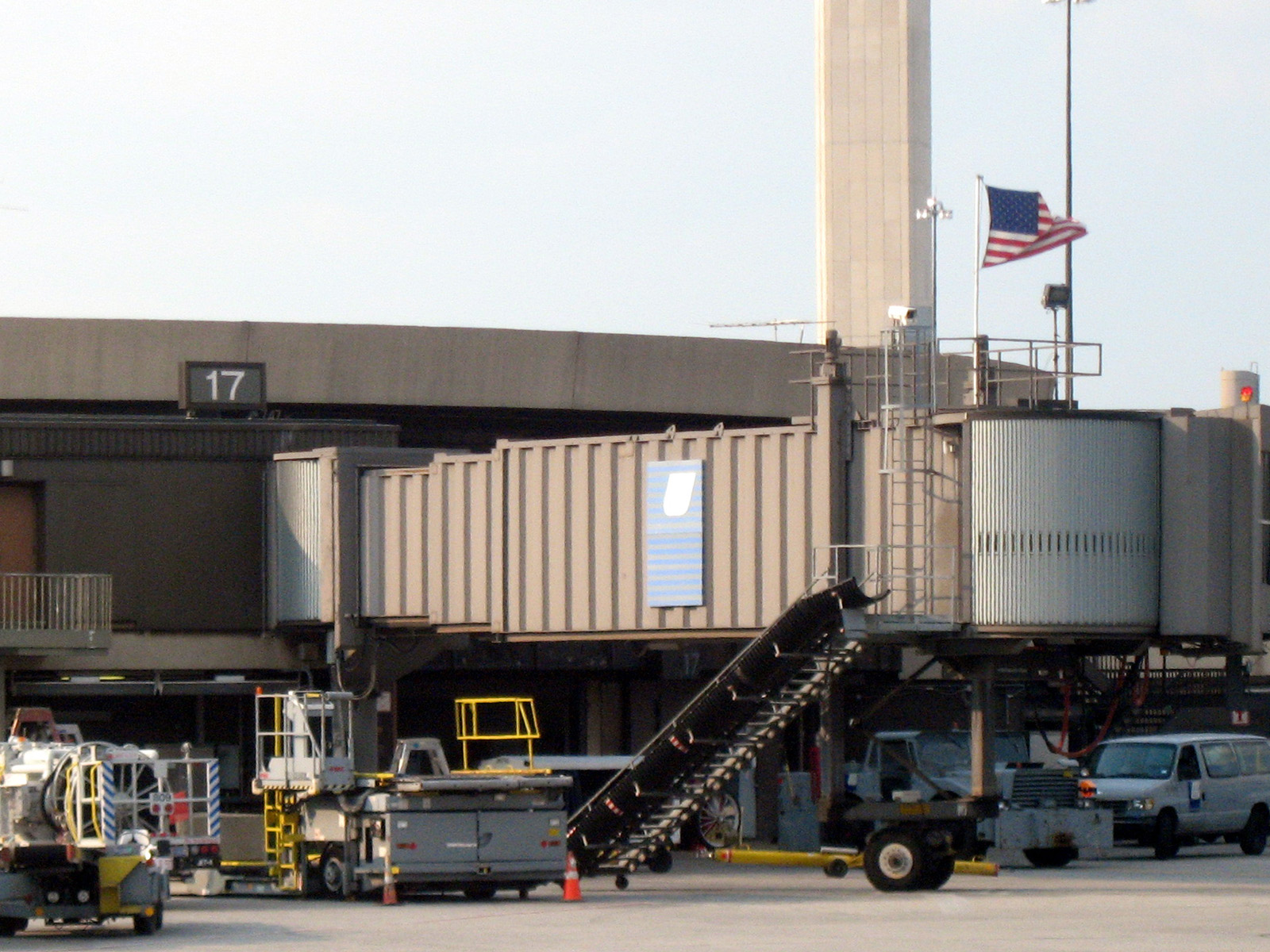
유나이티드 항공 93편이 마지막으로 떠났던 뉴어크 리버티 국제공항 A터미널의 17번 게이트 위에 미국 국기가 게양되어 있다.

9월 11일 오전 5시 1분, 자라는 뉴어크에서 보스턴에 있는 유나이티드 항공 175편 테러 사건 당시 납치 조종사인 마르완 알셰히에게 휴대폰으로 전화를 걸었는데 나중에 정부는 이를 테러 계획이 진행되고 있음을 확인하기 위해 전화를 걸었다고 파악했다. 알셰히는 테러 당일 아침 아메리칸 항공 11편의 납치범 모하메드 아타도 자라에게 연락한 것과 같은 이유로 서로 연락했다고 알려졌으나 93편과 함께 납치를 진행한 아메리칸 항공 77편의 납치범 조종사인 하니 하뇨르에겐 연락을 취하지 않았다. 납치범 4명은 EST 기준 오전 7시 3분에서 7시 39분 사이에 체크인했다. 7시 3분 감디가 수화물 없이 체크인했으며 나미는 가방 2개를 수화물로 함께 체크인했다. 7시 24분 하즈나위가 가방 하나를 들고 체크인했으며 7시 39분 자라가 수화물 없이 체크인했다. 하즈나위는 컴퓨터 보조 탑승객 사전 검색 시스템(CAPPS)에 걸려 추가 조사를 받은 유일한 납치범이다. 하즈나위의 위탁수화물은 추가 폭발물 검사를 받았으나 승객 보안 검색대에서는 CAPPS의 추가 조사가 이루어지지 않았다. 보안 검색대 직원 중 누구도 납치범에 대한 특이점을 보고하지 않았다.
하즈나위와 감디는 7시 39분 항공기에 탑승하여 각각 일등석 6B와 3D석에 앉았다. 나미는 1분 후에 탑승해 일등석 3C석에 앉았다. 비행기에 탑승하기 전 자라는 레바논에 5통, 프랑스에 1통, 독일에 있는 여자친구에게 1통의 전화를 걸었고 전날 그녀에게 사랑한다는 메시지도 남겼다. 자라는 7시 48분 탑승하여 1B 좌석에 앉았다. 93편에 탑승한 많은 사람들은 허드슨강 너머 수 km 떨어진 뉴욕시 세계 무역 센터 단지의 쌍둥이 빌딩을 볼 수 있었다. 항공기는 오전 8시 정각 출발 예정이었으며 8시 1분 A17 게이트에서 푸시백을 시작했다. 하지만 공항 혼잡이 심해 8시 42분까지 지상에서 대기하며 지연되었다.

### 하이재킹 경보 발령
납치된 다른 3대의 항공편은 모두 예정 이륙 시간에서 15분 이내에 출발했다. 93편이 이륙했을 때 11편은 북쪽 타워에 충돌한 지 4분이 지났고 175편은 납치당하는 중이었다. 77편에 탑승한 테러리스트는 아직 움직이지 않았지만 조종실을 습격하기 9분 전이었다. 175편이 남쪽 타워에 충돌하기 1분 전인 오전 9시 2분에 93편은 순항고도인 35,000피트(11,000 m)에 도달했다.
테러가 이어지면서 항공 교통 당국은 운항정보 교신시스템(ACARS)을 통해 경고를 발령하기 시작했다. 유나이티드 항공의 운항관리사인 에드 밸린저는 175편이 충돌한 지 16분 후인 9시 19분에 유나이티드 항공의 모든 항공편에 조종석 경고를 문자로 보내기 시작했다. 밸린저는 여러 항공편을 담당했으며 9시 23분에는 93편에 메시지를 보냈다. 밸린저는 9시 21분 93편으로부터 일상적인 ACARS 메시지를 받았다. 9시 22분 세계 무역 센터에서 발생한 사건을 알게 된 로이 호머의 아내 멜로디 호머는 조종실에 있는 남편에게 남편이 괜찮은 지 묻는 ACARS 메시지를 보냈다. 9시 24분, 93편은 "조종실 침입에 주의-항공기 2대가 세계 무역 센터에 충돌함"(Beware any cockpit intrusion – two a/c [aircraft] hit World Trade Center)이라는 밸린저의 ACARS 경고문을 받았다. 9시 26분 조종사 제이슨 달은 메시지에 당황한 듯 "수신완료. 최신 메시지 확인 완 --제이슨"(Ed, confirm latest mssg plz -- Jason)이라고 응답했다. 9시 27분 25초 승무원은 항공 교통 관제 센터의 일상적인 무선에 응답했다. 이것이 항공기가 납치되기 전 승무원이 마지막으로 교신한 응답이다.

## 납치
조종실은 9시 28분에 뚫렸는데 이 때 11편과 175편은 이미 세계 무역 센터에 충돌하여 북쪽 타워는 거의 42분, 남쪽 타워는 25분간 화재가 발생하고 있었다. 아직 비행중이던 유일한 다른 비행기인 77편도 9분도 채 되지 않아 펜타곤에 충돌했다. 해당 항공편의 납치범은 30분 이상 기다리지 않고 바로 항공기를 탈취했으며 대부분 안전벨트 표시등이 꺼지고 기내 서비스가 시작된 직후 공격한 것으로 추정된다. 반면 93편의 납치범은 46분이나 기다렸다가 조종실을 습격했는데 이렇게나 오래 기다린 이유는 밝혀지지 않았다. 9시 28분 5초 들어 항공기가 30초간 680피트나 급강하했기 때문에 이 즈음 조종사를 공격했다고 추정된다.

### 조종실 통신과 녹취
9시 28분 17초, 클리블랜드의 ATC 직원과 93편 인근의 항공기 조종사들은 "비명 소리나 몸싸움으로 추정되는 이해할 수 없는 소리"를 포착했다. 클리블랜드 항공 교통 관제 센터의 관제사는 "누가 클리블랜드를 불렀습니까?"라고 대답했지만 응답을 받지 못했다. 35초 후 항공기는 또 다른 말을 전송했다. 한 남자가 "메이데이! 메이데이! 여기서 나가! 여기서 나가! 여기서 나가!"라는 소리였다. 멜로디 호머와 제이슨 달의 아내 샌디 달이 테이프 녹취를 들었을 때 이 남자의 목소리는 로이 호머 부기장이라고 인정했다.:153
납치범이 항공기를 완벽히 장악할 때까지 약 30초간 항공기가 최소 685피트(209 m) 급강하했다. 9월 11일 아침 납치된 항공기 중 93편이 유일하게 구조 요청을 외부로 방송했다. 조종사는 세계 무역 센터에 대한 자살 테러를 인지하고 조종실 침입을 경계했기 때문에 공격을 받았을 때 지상의 관제사에게 들리도록 마이크를 곧바로 조종했을 가능성이 높다. 클리블랜드 항공 교통 관제 센터의 관제사 존 워스는 이를 단순한 도움 요청이 아니라 경고라고 생각했다.:81–82
93편의 납치범이 항공기를 완전히 통제한 시각은 확인되지 않았다. 관계자는 납치범이 9시 28분경에 마크 로텐베르크를 살해하고 조종실을 습격했으며 승무원이나 승객이 테러를 방해할 가능성을 최소화하기 위해 나머지 승객과 승무원을 비행기 후방으로 이동시켰다고 추정한다. 많은 승객이 전화 통화에서 납치범을 3명만 봤다고 말했는데, 9/11 위원회는 조종실이 점거되고 승객이 항공기 뒤쪽으로 이동한 후 승객 시야에서 완전히 자라가 벗어나 비행 조종권을 장악할 때까지 자리에 앉아 있었다고 분석했다.
비행음성기록장치에선 9시 31분 57초부터 마지막 30분 구간이 녹음되었다. 이 순간 자라는 "승객 여러분, 기장입니다. 앉은 채로 가만히 있어주십시오. 기내에 폭탄이 있습니다. 그러니 앉으세요."("Ladies and gentlemen: here the captain. sic Please sit down, keep remaining seating. sic We have a bomb on board. So sit.")라고 방송했다. 위원회는 자라가 승객에게 안내 방송을 하러 시도했으나 잘못된 버튼을 눌러 클리블랜드 관제사에게 메세지를 보낸, 모하메드 아타가 11편에서 저지른 동일한 오류를 범했다고 분석했다. 관제사는 이 통신을 이해했지만 일부러 "클리블랜드입니다. 당신의 말을 잘 이해할 수 없습니다. 다시 천천히 말해주십시오."("Calling Cleveland center, you're unreadable. Say again, slowly.")라고 대답했다.
비행 기록에 따르면 달로 추정되는 부상당한 남성이 조종석에서 신음하는 소리가 기록되었다. 납치범들은 그에게 앉아서 무언가를 만지지 말라고 외치자 "안 돼"라고 반복해서 애원하는 장면도 녹음되었다. 샌디는 달이 자동 조종 장치를 해제하고 항공기의 무선 주파수를 조정해 승객과 소통하러는 자라의 시도가 대신 항공 교통 관제사에게 전달되는 등 납치범을 방해하기 위한 조치를 취했다고 말했다. 또한 일등석 승무원인 데비 웰시로 추정되는 한 여성이 납치범과 접촉해서 몸부림치며 "제발, 제발, 해치지 마세요"라고 애원하는 목소리도 녹음되었다. 자라는 9시 35분 9초 오토파일럿에게 비행기를 돌려 동쪽으로 향하라고 지시했다. 항공기는 고도 40,700피트(12,400 m)까지 상승했고 항공 교통 관제사는 즉시 여러 항공기를 93편의 조종 경로에 벗어나도록 조치했다. 조종석에 있는 여성은 살해되거나 다른 이유로 침묵하기 전까지 "죽고 싶지 않아요, 죽고 싶지 않아요"라고 반복하는 목소리가 들렸으며 납치범 중 한 명은 아랍어로 "모든 게 괜찮다. 이제 끝났다"라고 말하는 소리도 녹음되었다.
77편이 펜타곤에 충돌한 지 2분 뒤인 9시 39분 항공 관제사는 자라가 "기장입니다. 모두 자리에 앉아계세요. 기내에 폭탄이 있고 공항으로 돌아가고 있으며, 거기서 요구 사항을 말할 겁니다. 그러니 조용히 계세요"(Ah, here's the captain: sic I would like you all to remain seated. We have a bomb aboard, and we are going back to the airport, and we have our demands. So please remain quiet.)라고 말하는 소리를 들었다. 이후 관제사는 93편으로부터 다시 연락을 받지 못했다. 위원회에 따르면 납치범은 유나이티드 항공 93편을 포함해 대륙 횡단 항공편의 조종실에 보낸 조종실 침입 경고와 뉴욕 공격에 대해 알리는 메시지를 통해 납치범이 세계 무역 센터를 향한 테러에 성공했음을 알게 되었다고 추정했다.
조종석에서 부상당한 남자는 계속해서 신음소리를 내며 자동 조동 장치를 반복적으로 해제하러 시도하는 것처럼 들렸으며, 9시 40분에는 납치범이 자동 조종 장치에 문제가 있음을 나타내는 경적 소리를 듣고 녹색 손잡이를 만지락거렸다. 이 때 납치범 중 한명이 다른 납치범에게 "이 녹색 손잡이?"라고 아랍어로 물어봤다. 다른 납치범은 "그래, 그거야."라고 답했다. 9시 41분 56초에는 부상을 입은 남성이 신음하는 목소리로 "오, 이런!"(Oh, man!)이라고 말했다.:96 남자가 계속 신음하자 납치범은 "그들에게 말해서 조종사에게 말해 조종사 좀 데려오게 하라고"라고 말하는 목소리가 녹음되었다. 당시 신음하는 남자는 달로 추정되었으므로 납치범이 가리킨 '조종사'는 호머를 언급했을 가능성이 높으며 그가 아직 살아있음을 암시한다.:96 한편 샌프란시스코에 있는 유나이티드 항공의 한 직원은 9시 46분에 항공기에 "사고 보고 접수됨. 정상 상태인지 확인 바람."이라는 ACARS 메시지를 보냈다.

### 승객과 승무원의 전화 통화
승객과 승무원은 9시 30분부터 GTE제 기내 전화를 통해 관계자와 가족에게 연락하기 시작했다. 승객과 승무원은 항공기 내에서 기내 전화로 총 35건, 휴대전화로 총 2건의 통화를 했다. 승객 10명과 승무원 2명이 전화 연결에 성공해 지상에 있는 가족, 친구 등에게 정보를 제공했다.
톰 버넷은 처음에 4열 좌석을 배정받았으나 9시 30분 32초부터 24열과 25열에서 아내 디나에게 여러 차례 전화를 걸었다. 버넷은 비행기가 현재 폭탄을 가지고 있다는 주장하는 사람들에게 납치되었다고 설명했다. 또한 승객 한 명이 칼에 찔렸으며 폭탄 위협은 승객을 통제하기 위한 계략으로 보인다고 말했다. 버넷은 칼에 찔린 승객은 맥박이 들리지 않으며 사망한 것 같다고 말했다. 납치가 시작된 지 6분만에 버넷의 아내가 세계 무역 센터 테러에 대해 알려주면서 납치의 실체가 드러났다. 거기서 버넷은 납치범의 진짜 의도를 재빠르게 파악했고, 충격적인 결론에 도달하기 전에 납치범이 "비행기를 추락시키겠다..."라고 말하는 것을 엿들었다고 하며 "세상에, 이건 자살 임무야."라고 말했다. 버넷은 아내에게 테러에 대한 정보를 묻기 시작했고, 때때로 말에 끼어들어 근처에 있던 다른 승객에게 무슨 말을 하는지 말해주었다. 그러다가 전화를 끊었다. 다음 전화에서 디나는 버넷에게 펜타곤 테러에 대해 전해주었다. 버넷은 이 소식을 다른 승객에게 전해주고 디나에게 자신과 다른 승객들과 함께 항공기를 다시 장악할 계획을 세우는 중이라고 말했다. 이후 버넷은 "걱정하지 마. 우리는 해야할 걸 할거야."라고 말하면서 마지막 통화를 끝냈다. 한편 신원을 알 수 없는 승무원이 9시 32분 29초에 유나이티드 항공 유지보수시설에 연락을 시도했다. 통화는 95분간 지속되었으나 대기중으로 추정되어 수신을 받지 못했다. 승무원인 샌드라 브래드쇼는 9시 35분 40초에 33번 열에서 정비 시설에 전화했다. 샌드라는 기내 좌석과 데크에 있던 칼을 든 남성들이 비행기를 납치했고 다른 승무원인 데비 웰시를 찔렀다고 말했다.
버넷이 언급한 살해된 승객은 마틴 로텐버그로 추정된다. 로텐버그는 납치 후 전화를 걸지 않은 유일한 일등석 승객이다. 로텐버그는 5B에 앉아 있었으며 하즈나위는 바로 뒤인 6B에 앉아 있었다. 11편에서도 10B 좌석에 앉아 있던 사탐 알수카미가 바로 앞좌석인 9B에 앉아 있던 다니엘 레윈을 공격해 찔렀다. 한 가지 추정으로는 하즈나위가 다른 승객과 승무원에게 겁을 주어 순응하게 만들기 위해 아무런 이유 없이 공격했다는 가설이 있다. 또 다른 가설로는 로텐버그가 납치를 보고 막기 위해 저항하다 찔렸다는 설이 있다.:153–154
마크 빙엄은 9시 37분 3초에 25열에서 자기 어머니에게 전화를 걸었다. 빙엄은 폭탄을 가지고 있다고 주장하는 3명의 남성에게 비행기가 납치되었다고 전달했다. 제레미 글릭은 9시 37분 41초에 27열에서 자기 아내에게 전화를 걸어 붉은 두건을 쓰고 칼을 휘두르는 "이란인"으로 보이는 어두운 피부의 남성 3명이 비행기를 납치했다고 말했다. 글릭은 비행이 끝날 때까지 계속 통화를 이어나갔다. 글릭은 승객들이 납치범을 "덮칠지" 여부를 투표했다고 말했다. 유나이티드 항공 교통 관제에서 서해안 항공편을 담당하는 코디네이터인 알렉산드로 "샌디" 로저스는 버지니아주 헌든에 있는 연방항공국(FAA) 관제 센터에 유나이티드 항공 93편이 응답하지 않고 항로를 벗어났다고 보고했다. 1분 후 트랜스폰더가 꺼졌지만 클리블랜드 관제사는 주 레이더를 통해 비행기를 계속 추적했다. 헌든 센터는 93편에 관한 정보를 FAA 본부에 전달했다. 조셉 데루카는 9시 43분 3초 26열에서 아버지에게 전화를 걸어 비행기가 납치되었다고 연락했다.
"잭, 전화 좀 받아. 내 말 들려? 어, 비행기에 작은 문제가 생겼어. 난 괜찮아. 정말로. 얼마나 사랑하고 있는지 말하고 싶어서 전화 걸었어."
승객 로렌 그랜콜러스는 이륙 전과 납치 중인 9시 39분 21초에 각각 남편에게 총 두 번 전화했다. 남편은 두 번 다 전화를 받지 않았다. 이후 그랜콜러스는 4분간 7번 더 전화를 걸었고:90 이후 마리온 브리튼에게 전화를 빌려주었다.:240
토드 비머는 9시 43분 48초에 32열에서 아내에게 전화를 걸러 시도했지만 GTE 기내 전화 교환원인 리사 D. 재퍼슨에게 연결되었다. 비머는 교환원에게 비행기가 납치되었으며 조종사라고 추정되는 두 사람이 바닥에 쓰러져 죽거나 부상을 입었다고 말했다. 또한 납치범 중 한 명이 폭탄으로 보이는 빨간 벨트를 허리에 두르고 있었다고 말했다. 납치범이 급격히 남쪽으로 비행기를 틀자 비머는 잠시 당황하며 "추락한다!"고 외쳤다. 린다 그론룬드는 9시 46분 5초에 여동생인 엘사 스트롱에게 전화를 걸어 "폭탄을 든 남자가 있다"는 메시지를 남겼다.
승무원인 시시 라일스는 9시 47분 57초에 남편에게 전화를 걸어 비행기가 납치되었다는 메시지를 남겼다. 마리온 브리튼은 9시 49분 12초에 친구인 프레드 푸마노에게 전화를 걸었다. 푸마노는 그 당시에 대해 "(브리튼이) '우린 끝날거야. 그들은 우릴 죽일거고 우린 죽을거야.'라고 말해서 나는 '걱정하지마. 걔네는 비행기를 납치해서 너네들을 태우고 자기네 나라로 갔다가 넌 돌아올거니까. 거기서 휴가 좀 보내라구.'라고 말했습니다. 무슨 말을 해야 할지 몰랐거든요. 뭐라고 해야 했을까요? 전 '침착해'라고 같은 말만 계속 되뇌였어요. 그러자 울면서... 비명지르고 소리쳤어요."라고 회고했다.
승무원인 샌드라 브래드쇼는 9시 50분 4초에 남편에게 전화를 걸어 납치범에게 던질 물을 데우는 중이라고 말했다. 어너 엘리자베스 와이니오는 9시 53분 43초에 계모에게 전화를 걸어 대화하다 4분 30초 후 "이제 가야해요. 조종석에 침입하는 중이에요. 사랑해요."라고 말했다. 자라는 9시 55분 11초에 로널드 레이건 워싱턴 내셔널 공항의 VOR 항법 지원을 위해 초단파 전방향 무선표지(VOR) 주파수를 맞추고 곧장 워싱턴 D.C.를 향해 날기 시작했다.
브래드쇼는 남편과의 통화에서 "모두 1등석으로 달려가고 있어. 이제 가야해. 안녕"이라 말했다. 비머는 GTE 전화 교환원인 리사 재퍼슨에게 자신과 승객 몇 명이 모여 폭탄으로 납치범을 "제압할" 계획이라고 말했다. 비머는 재퍼슨과 함께 주기도문과 시편 23편을 암송하면 다른 사람들에게 일을 같이 하자고 요청했다. 그리고 비머는 재퍼슨에게 "내가 성공하지 못한다면 가족에게 전화해서 내가 얼마나 사랑하는지 전해주세요."라고 말했다. 그 후 재퍼슨은 희미한 목소리가 들리다 비머의 "준비됐나요? 좋아요. 시작합시다!"라고 외치는 소리를 들었다. 이것이 비머가 재퍼슨에게 남긴 마지막 말이다.
납치 당시 93편은 온타리오호 상공에서 극미중력 비행을 마치고 돌아오는 NASA KC-135기와 거의 300 m(1천 피트, 통상 비행기 간 간격은 610 m 이상) 가까이 근접해 스쳐갔다. 당시 NASA KC-135기 조종사 도미닉 델 로소는 그날 아침 무전기의 침묵이 매우 이상했다고 회고했다.

## 승객의 봉기
"준비됐나요? 좋아요. 시작합시다!"
93편의 승객은 저항할지에 대해 투표한 후 9시 57분 봉기가 시작되었다. 승객이 봉기하자 납치범이 이에 대한 반응으로 항공기를 격렬하게 흔들며 조종하기 시작하며 워싱턴 D.C.로 향하던 경로를 벗어났다.
조종실에 있던 납치범은 9시 57분 55초에 봉기 사실을 알게 되었고 자라가 "뭔가 있나? 싸움인가?"라고 외쳤다.
에드워드 펠트는 9시 58분 항공기 후방 화장실에서 자신의 휴대전화로 9-1-1에 전화해 정보를 요청했다. 그의 전화는 관제사 존 쇼가 받았고, 펠트는 통화가 끊기기 전 납치 사실을 그에게 말했다. (전화 통화를 엿들은 9-1-1 감독관의 증언을 기반으로 한) 여러 언론 보도에서는 에드워드 펠트가 기내 어딘가에서 폭발음과 연기를 보았다고 보고했다고 주장했다. 하지만 쇼와 펠트의 아내 샌드라(나중에 녹음본을 들음)는 이러한 보고를 확인해주지 않았다.
시시 라일스는 휴대전화로 남편에게 다시 전화해 승객이 조종실로 진입하고 있다고 말했다. 자라는 승객의 균형을 잃게 하기 위해 항공기를 좌우로 흔들기 시작했다. 그는 9시 58분 57초에 조종실에 있던 다른 납치범에게 "이리로 들어오러고 하네. 안에서, 안에서 잡고 있어. 안에서 잡고 있어."라고 말했다. 자라는 9시 59분 52초에 공격을 방해하기 위해 전술을 바꿔 항공기의 기수를 위아래로 움직였다.
비행음성기록장치에는 충돌음, 비명 소리, 유리와 접시가 깨지는 소리가 녹음되었다. 5초 동안 세 번에 걸쳐 조종실 밖 납치범의 고통이나 조난을 알리는 외침이 들렸는데, 이는 조종실 밖을 경비하고 있던 납치범이 승객들에게 공격을 받고 있었음을 암시한다.:103 자라는 10시 0분 3초에 항공기를 안정시켰다. 5초 후 그는 "이게 끝이야? 끝내버릴까?"라고 물었다. 다른 납치범은 "아니. 아직은 아니야. 모두가 오면 끝내버리자."라고 대답했다. 자라는 다시 항공기를 위아래로 흔들었다.
10시 0분 25초에 한 승객이 "조종실로! 안 그러면 우리가 죽어!"라고 외쳤다. 16초 후 다른 승객이 "굴려!"라고 외쳤는데, 이는 음식 카트를 사용하라는 뜻우로 추정된다. 음성 기록장치는 승객이 음식 카트를 조종실 문에 대고 쳐 공성추로 사용하는 소리를 녹음했다.:104
자라는 10시 1분 0초에 격렬한 기동을 멈추고 타크비르를 두 번 외쳤다. 그런 다음 다른 납치범에게 "이게 끝이야? 착륙시켜야 할까?"라고 물었다. 다른 납치범은 "그래, 거기에 넣고 끌어내려."라고 대답했다. 승객들은 계속해서 공격했고 10시 2분 17초에 한 남성 승객이 "올려!"라고 말했다. 1초 후 납치범이 "끌어내려! 끌어내려!"라고 말했다. 10시 2분 33초에 자라는 아랍어로 "내놔!"라고 절박하게 반복해서 외쳤는데, 이는 비행기의 요크를 말하는 것일 수 있다.:104–105
이후 항공기는 워싱턴 D.C.에서 비행 시간으로 약 20분 거리에 있는 펜실베이니아주 스토니크릭의 텅 빈 들판에 추락했다. 음성 기록장치의 마지막 기록은 10시 3분 9초에 이루어졌다. 마지막 비행 데이터는 10시 3분 10초에 기록되었다.
일부 승객 가족 구성원과 조사 담당자 사이에서는 승객들이 조종실에 진입했는지, 혹은 조종실 문을 부순 데 성공했는지에 대해 의견이 일치하지 않는다. 9/11 위원회 보고서는 "납치범이 조종 장치를 계속 잡고 있었으나 승객이 그들을 제압하기까지 몇 초밖에 남지 않았다고 판단했음이 분명하다"고 결론 내렸다. 많은 승객 유족은 음성 녹음본을 듣고 승객들이 조종실에 진입했으며 조종실 문을 지키고 있던 납치범 중 적어도 한 명을 살해했다고 믿는다. 일부는 녹음된 음성에서 승객과 납치범이 요크의 제어권을 놓고 싸웠음을 시사한다고 해석했다.
부통령 딕 체니는 백악관 깊숙한 곳에 있는 대통령 비상 작전 센터에서 93편의 격추를 승인했지만, 추락 소식을 듣고 "그 비행기에서 영웅적인 행동이 일어났다고 생각한다"고 말했다고 한다.

## 추락

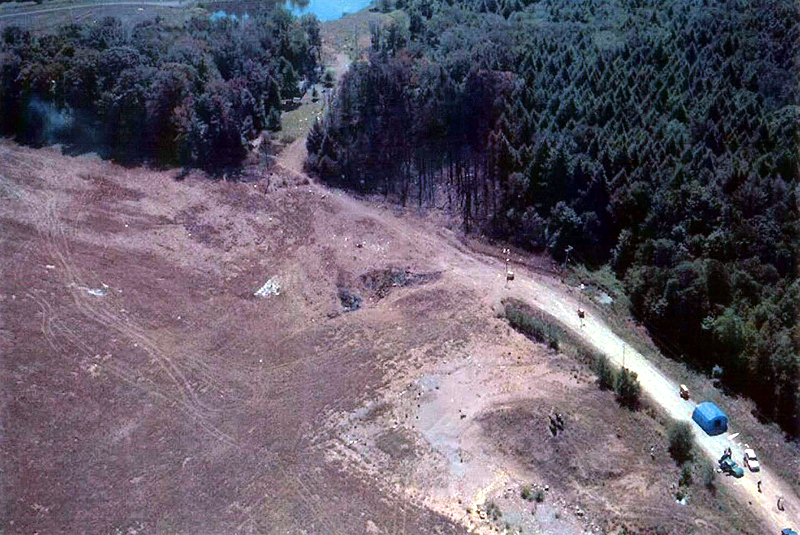
93편 추락 현장

추락 지점에서 피어오르는 연기 기둥

10시 3분 11초, 인디언 레이크와 섕크스빌 근처에서 항공기는 PBS 콜스가 소유한 서머싯군 스토니크릭 군구의 다이아몬드 T. 광산으로 알려진 복원된 석탄 노천광 근처 들판에 추락했다. 757편에는 약 5,500 to 7,000 미국 갤런 (21,000 to 26,000 L; 4,600 to 5,800 imp gal)의 연료가 남아 있었고, 이 연료가 폭발하여 근처 솔송나무 숲을 불태운 불덩이를 만들었다. 조종실을 포함하여 항공기의 3분의 1을 정도는 멀리 흩어진 잔해가 되어 램버트 가족이 소유한 163 에이커 (66 ha)의 숲으로 계속 날아가 나무를 파괴했으며, 배리 후버의 인근 주택도 손상시켰다. 항공기의 나머지 부분은 1990년대에 매립 작업을 위해 폐기된 노천광으로 운반된 흙 속에 파묻혔다. 동체와 날개는 땅속으로 파고들면서 산산조각났다. 엔진 중 하나는 주 충돌 지점에서 불과 2,000 피트 (670 yd; 610 m) 떨어진 집수지에 떨어졌다.
미국 연방 교통안전위원회는 비행기가 시속 563 mph (489 kn; 252 m/s; 906 km/h)로 40도 기수를 아래로 향한 채 뒤집힌 자세로 충돌했다고 보고했다. 충격으로 깊이 eight to ten 피트 (2.4 to 3.0 m), 폭 thirty to fifty 피트 (9.1 to 15.2 m)의 구덩이가 생겼다. 검시관은 충돌 당시 살아 있던 모든 탑승객이 강한 외상으로 즉사했다고 판정했다. 많은 언론 보도와 목격자 증언에 따르면 충돌 시각은 10시 6분 또는 10시 10분이었다. 이 지역의 지진 데이터 초기 분석 결과 충돌은 10시 6분에 발생했지만, 9/11 위원회 보고서는 이 분석이 결정적이지 않으며 철회되었다고 밝혔다. 다른 언론 매체와 9/11 위원회는 비행 기록장치가 멈춘 시점, 레이더 데이터 분석, 적외선 위성 데이터, 항공 교통 관제 통신을 기반으로 충돌 시간을 10시 3분으로 보고했다.

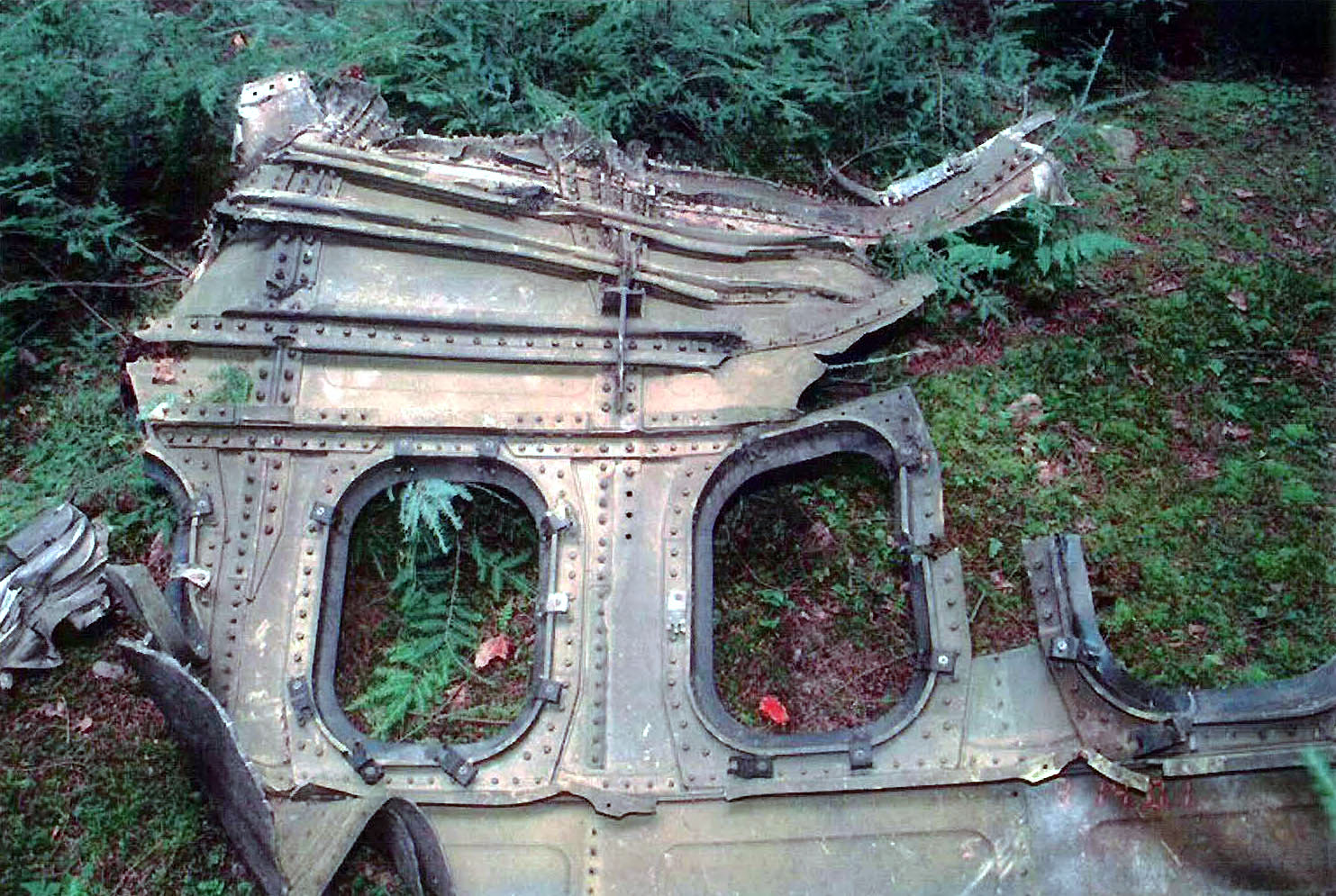
동체 잔해

실제 추락을 목격한 유일한 증인이자 93편이 공중에 떠 있는 것을 마지막으로 본 사람은 스토니크릭 주민 네빈 램버트로, 그는 비행기가 45도 각도로 기수를 아래로 향한 채 뒤집힌 상태로 지면에 추락하는 것을 보았다고 증언했다. 지역 주민인 켈리 레버나이트는 비행기 소리를 들었을 때 테러 뉴스를 보고 있었다. "비행기가 지나가는 소리를 들었고, 현관으로 나가 보니 비행기가 내려오고 있었어요. 학교 쪽으로 향하고 있어서 세 아이 모두 그곳에 있었기 때문에 겁이 났어요. 그러더니 폭발음이 들리고 폭발의 충격이 느껴지며 불과 연기가 보였어요." 또 다른 목격자인 에릭 피터슨은 비행기 소리를 듣고 위를 올려다보았다. "충분히 낮아서 리벳 수를 셀 수 있을 것 같았습니다. 비행기 밑바닥보다 지붕이 더 많이 보였어요. 옆으로 기울어져 있었죠. 큰 폭발이 있었고 불꽃이 보였습니다. 엄청나게 거대한 폭발이었어요. 불꽃, 그리고 연기, 그 다음에는 엄청나게 거대한 버섯 구름이 피어올랐습니다."
발 맥클라치는 비행기 소리를 들었을 때 테러 영상을 보고 있었다. 그녀는 잠시 비행기를 본 다음 충돌음을 들었다. 충돌로 인해 전기와 전화가 끊겼다. 맥클라치는 카메라를 들고 폭발로 인한 연기 구름을 찍은 유일한 사진을 찍었다. 2011년 9월, 테러 발생 10주년을 앞두고 데이브 버크빌(그 전해 2월 사망)이 추락 지점에서 5.8 마일 (9.3 km) 떨어진 블루버드 레인의 자택 마당에서 촬영한 연기 기둥 영상이 유튜브에 공개되었다.

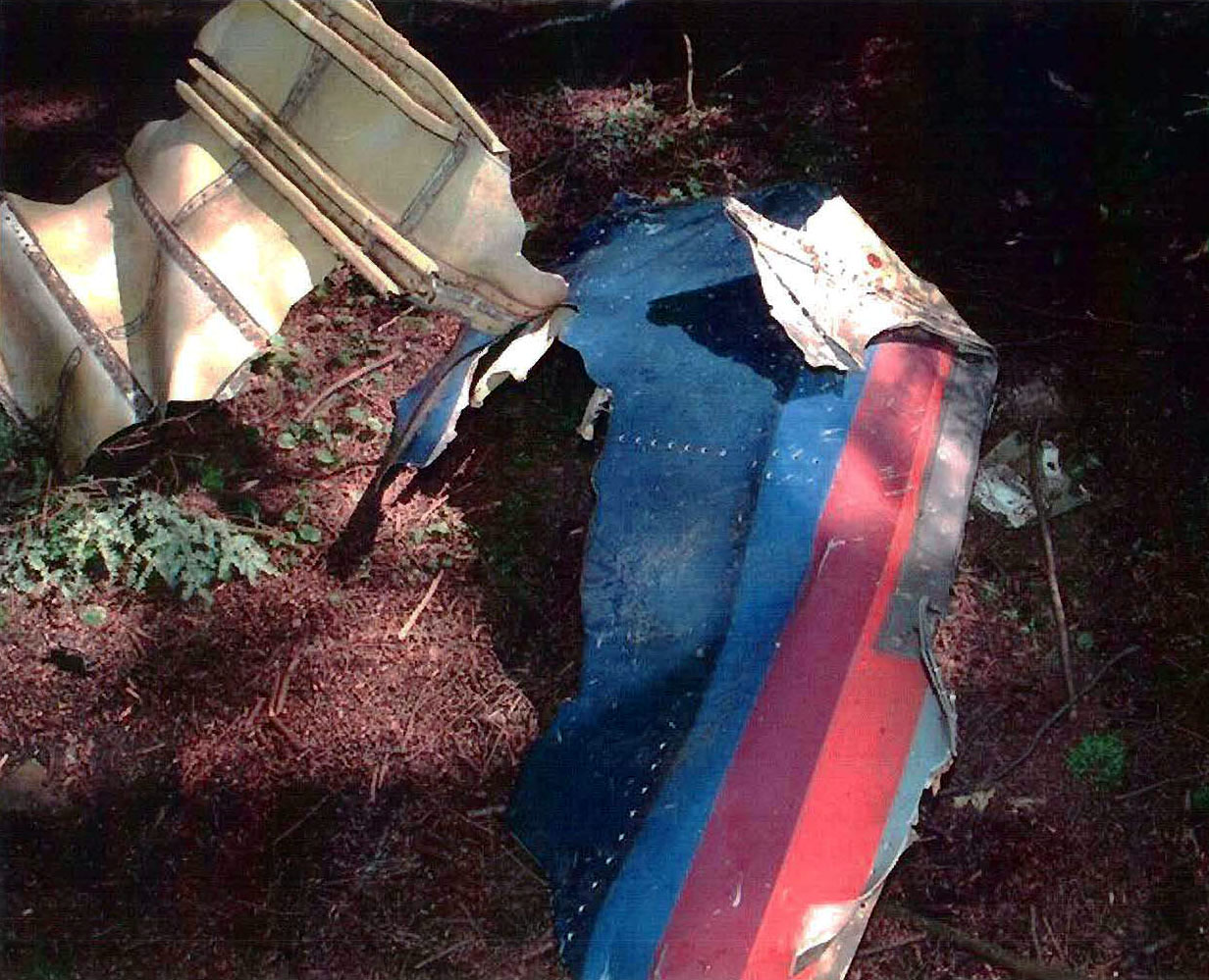
93편 추락 현장에서 발견된 잔해. 항공기에 사용된 유나이티드 항공의 "배틀쉽 그레이" 도색이 보인다.

최초 대응자는 10시 6분 이후에 추락 현장에 도착했다. 클리블랜드 센터 관제사는 비행기가 추락한 사실을 알지 못한 채 10시 7분에 93편에 폭탄이 실려 있다고 북동부 방공 구역에 알리고 마지막으로 알려진 위치를 전달했다. 이 전화는 군이 비행기 납치에 대해 처음으로 통보받은 것이었다. 밸린저는 10시 10분에 93편에 "워싱턴 D.C.로 회항하지 마라. 선택지가 아니다."라는 마지막 ACARS 메시지를 보냈다. 그는 1분 후에 메시지를 반복해 보냈다. 헌든 지휘 센터는 10시 13분에 FAA 본부에 93편이 추락했다고 알렸다. 북동부 방공 구역은 93편에 대한 업데이트를 위해 워싱턴 항공 교통 관제 센터에 전화했고, 비행기가 추락했다는 통보를 받았다.
10시 37분, CNN 특파원 아론 브라운은 세계 무역 센터의 붕괴를 보도하며 "보고를 받고 있으며, 많은 보고를 받고 있습니다. 확인된 것과 그렇지 않은 것을 신중하게 알려드리고자 합니다만, 펜실베이니아주에 747기가 추락했다는 보고가 있지만 이 시점에서는 확인되지 않았습니다."라고 발표했다. 그는 10시 49분에 "오늘 아침 서부 펜실베이니아주 서머싯군 공항 북쪽, 피츠버그에서 약 80 마일 (130 km) 정도 떨어진 곳에 보잉 767 제트기가 추락했다는 보고를 받았습니다. 어느 항공사 비행기였는지, 어느 비행기였는지 알 수 없으며, 방금 말씀드린 것 외에는 자세한 내용은 없습니다."라고 추가 보도했다. 이 혼란 속에서 그는 첫 번째 추락 이후 두 번째 납치된 비행기가 펜타곤으로 향하고 있다고 잘못 보고하기도 했다.

## 추락 이후

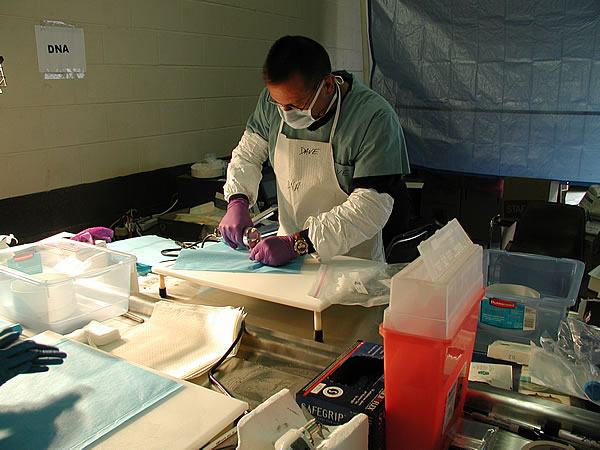
추락 지점에서 DNA를 수거하는 모습

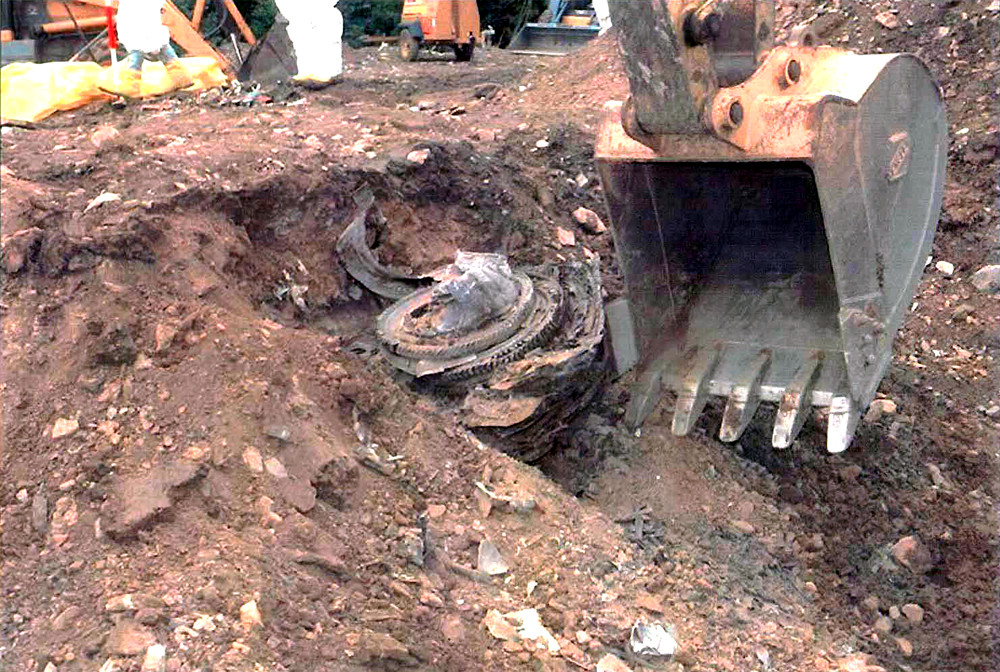
추락 후 발굴된 유나이티드 항공 93편 엔진 중 하나

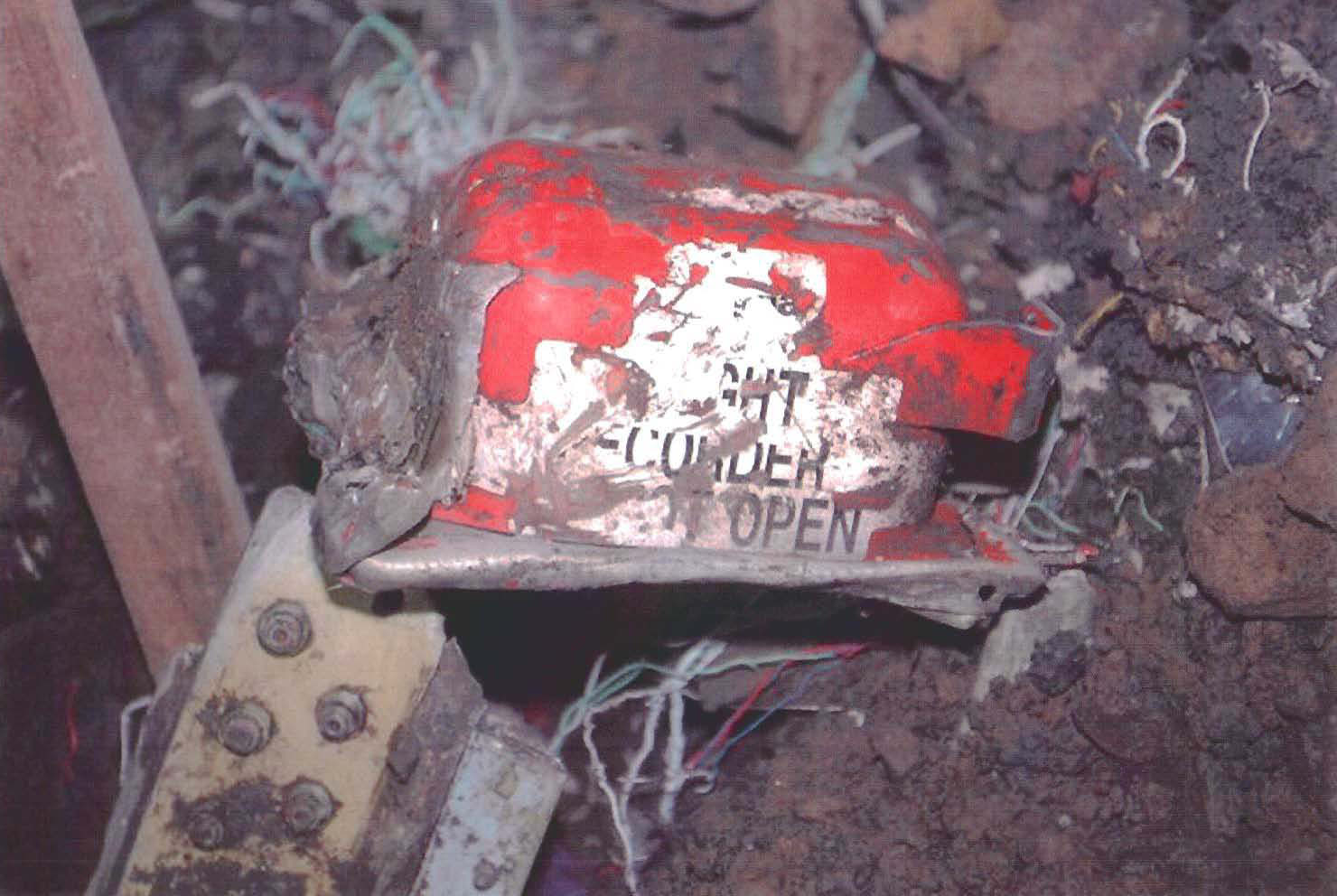
93편이 추락한 서머싯군 현장에서 발견된 비행음성기록장치

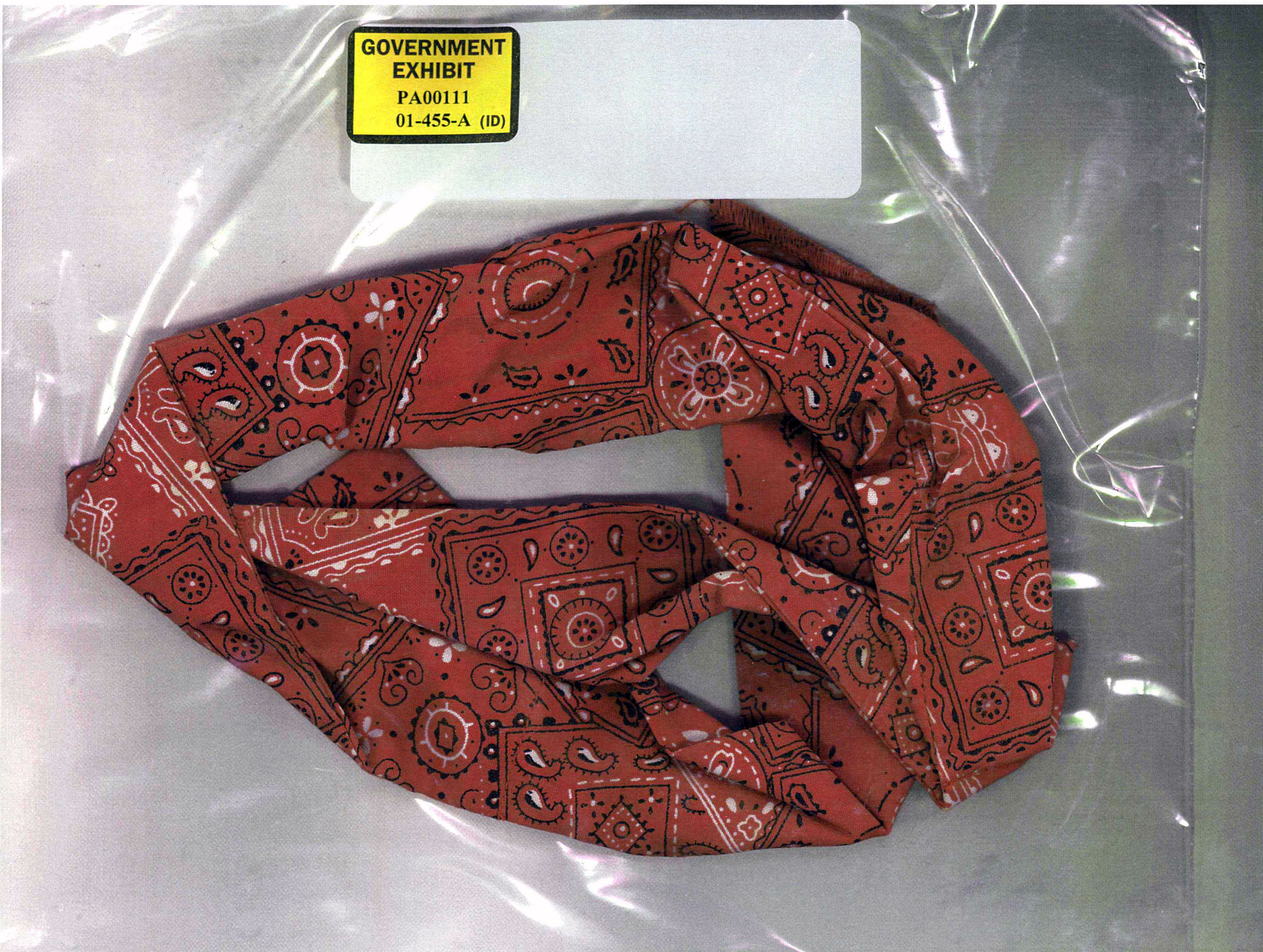
납치범 중 한 명의 두건

93편은 충돌 시 잘게 파편화되었다. 항공기 잔해 대부분은 충돌 지점 근처에서 발견되었다. 수사관은 뉴발티모어의 충돌 지점에서 최대 13 km 떨어진 곳에 흩어져 있는 종이와 나일론을 포함한 매우 가벼운 잔해를 발견했다. 다른 작은 항공기 파편들은 인디안 레이크에서 1.5 마일 (2.4 km) 떨어진 곳에서 발견되었다. 모든 인체 유해는 충돌 지점 주변의 70에이커(28 헥타르) 지역 내에서 발견되었다.
서머싯군 검시관 월리 밀러는 수색 작업과 유해 신원 확인에 참여했다. 잔해를 조사할 때 그가 제대로 볼 수 있었던 유일한 인체 부위는 척추의 일부였다. 밀러는 나중에 총 600 파운드 (272 kg)에 달하는 1,500조각의 인체 유해를 발견하고 신원을 확인했는데, 이는 전체의 8%에 해당한다. 나머지 유해는 충돌로 소멸되었다. 수사관은 9월 22일까지 4명의 희생자, 9월 24일까지 11명의 희생자를 확인했다. 9월 29일까지 또 다른 1명의 희생자가 확인되었다. 10월 27일까지 34명의 승객이 확인되었다.
12월 21일까지 항공기에 탑승한 모든 사람의 신원이 확인되었다. 인체 유해는 너무 파편화되어 조사관은 비행기가 추락하기 전에 사망한 희생자가 있는지 확인할 수 없었다. 40명의 희생자에 대한 사망진단서에는 사망 원인이 살인으로 기재되었고, 4명의 납치범에 대한 사망 원인은 자살로 기재되었다. 희생자의 유해와 개인 소지품은 가족들에게 반환되었다. 납치범의 유해는 배제 과정을 통해 신원이 확인되어 증거로 연방수사국에 인계되었다.

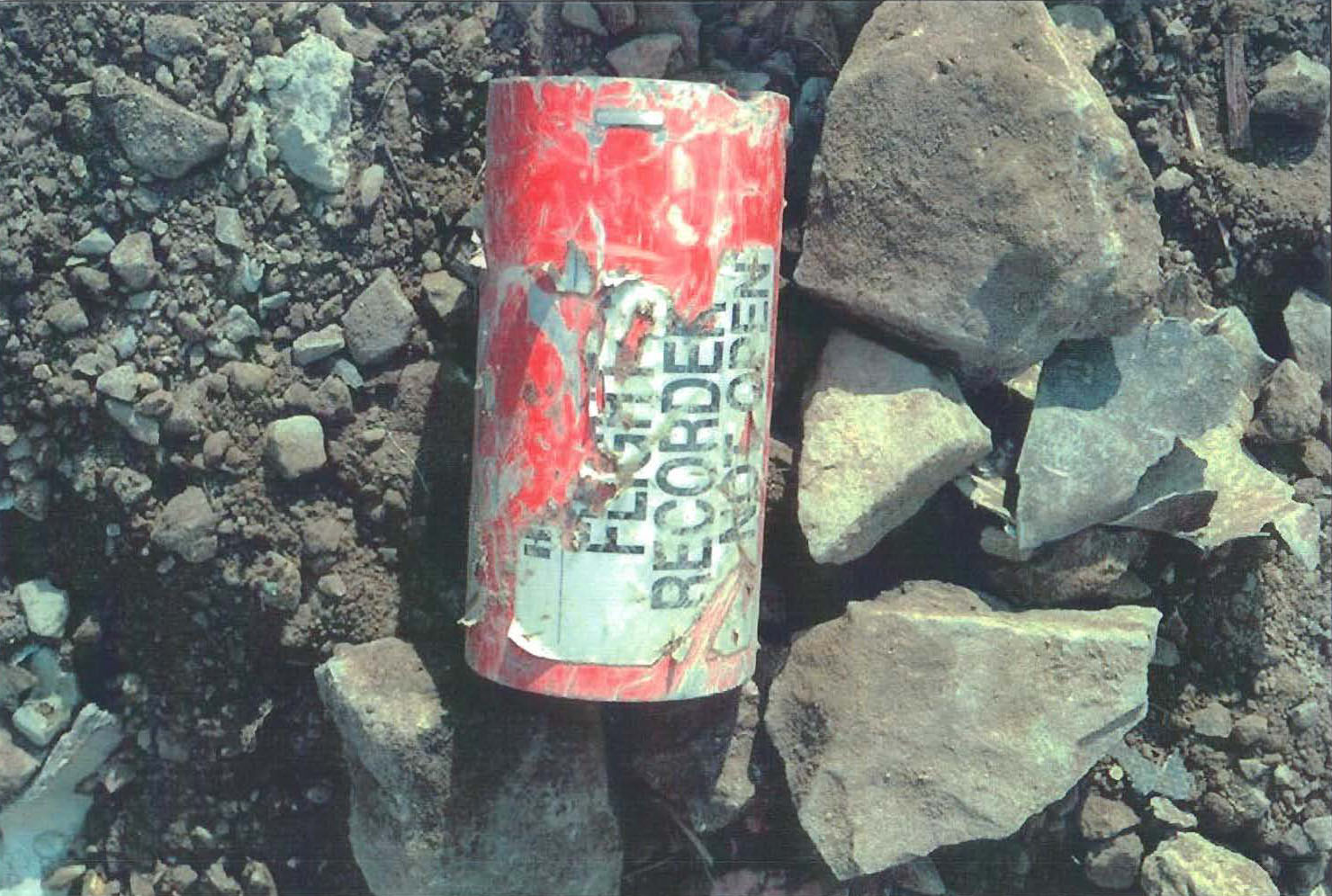
93편이 추락한 서머싯군 현장에서 발견된 비행자료기록장치

수사관들은 담배 라이터에 숨겨진 칼도 발견했다. 그들은 9월 13일 비행자료기록장치를, 다음 날 비행음성기록장치를 발견했다. 음성 기록장치는 충돌 지점에서 25 피트 (8 m) 아래에 묻혀 있었다. 연방수사국은 처음에는 음성 기록장치를 공개하지 않았으며, 엘런 타우셔 하원의원과 탑승자 가족들의 공개 요청도 거부했다. 음성 기록장치 접근은 일반적으로 정부 사고 조사관 및 항공기 추락 소송 관계자로 제한되지만, 연방수사국은 2002년 4월 18일 비공개 회의에서 93편 희생자 유가족들이 녹음본을 들을 수 있도록 예외를 두었다. 자카리아스 무사위 재판의 배심원은 심리 과정에서 녹음본을 들었으며, 녹취록은 2006년 4월 12일에 공개되었다. 오디오 녹음은 "진행 중인 활발한 조사"로 인해 아직 대중에게 공개되지 않았다.

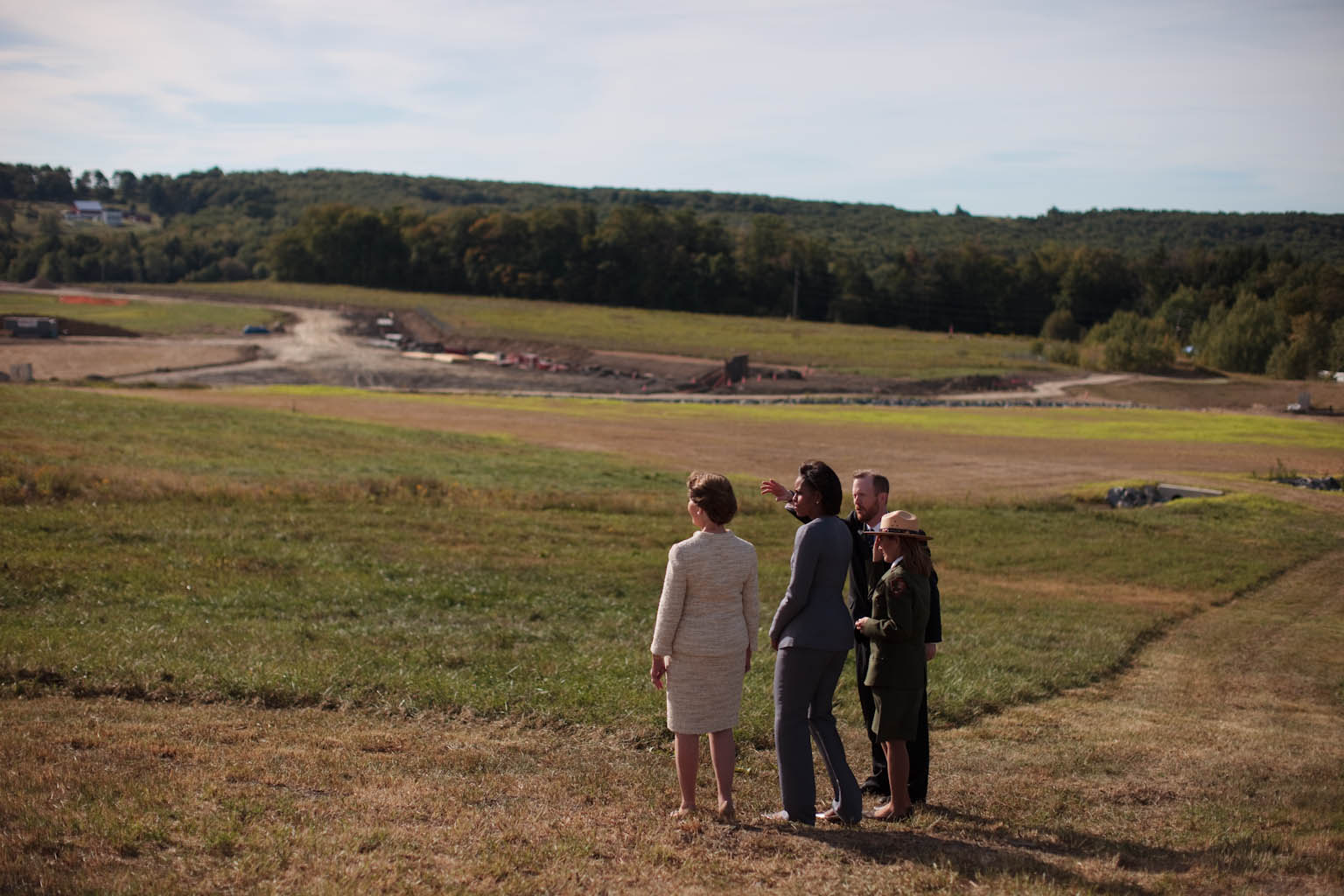
전 영부인과 로라 부시가 2010년 9월 11일, 납치 9주년에 추락 현장을 둘러보고 있다.

93편에 탑승한 승객(납치범 제외)과 승무원은 2001년 9월 19일 의회 명예 황금 훈장 후보에 올랐다. 빌 슈스터 하원의원은 2006년에 이 법안을 발의했고, 2014년 9월 11일에 수여되었다. 메달 앞면에는 "어느 날의 평범한 들판, 영원히 명예의 들판으로"와 "2011년 의회 법안"이 새겨져 있다. 메달 뒷면에는 40개의 별(각 승객과 승무원을 기리기 위한), 월계수 가지를 움켜쥔 독수리, 미국 국회의사당 서쪽 정면, 그리고 "2001년 9월 11일 펜실베이니아 들판에서 희생된 93편의 승객과 승무원을 기립니다. 그들의 용감한 행동은 영원히 기억될 것입니다."라는 문구가 새겨져 있다.
비머의 마지막 말인 "let's roll"은 미 전역의 유행어가 되었다. 뉴욕 뉴저지 항만공사는 뉴어크 공항의 이름을 뉴어크 국제공항에서 뉴어크 리버티 국제공항으로 변경했으며, 현재 터미널 A의 17번 게이트 위에 깃발이 게양되어 있다. 93편은 여러 영화와 다큐멘터리의 주제가 되었다. 여기에는 더 플라이트 댓 파우트 백, 플라이트 93, 그리고 장편 영화 플라이트 93 등이 있다. 2006년 초에는 히스토리 채널에서 93편 단골 승객 프랭크 로베르타치, 삼촌 윌리엄 캐시먼이 93편에서 사망한 화가 다니엘 벨라디넬리, 그리고 자라 옆 1A 좌석에 예약되어 있었던 항공 의무관 헤더 오글과의 인터뷰를 담은 60분짜리 다큐멘터리 《나는 93편을 놓쳤다》가 방영되었다.
유나이티드 항공은 테러 이후 항공편 번호 93과 175를 영구결번으로 지정했다. 2011년 5월, 회사가 콘티넨털 항공이 운항하는 코드셰어로 해당 번호를 다시 활성화하고 있다는 보도가 나왔고, 이는 일부 언론과 유나이티드 조종사 노동조합의 반발을 샀다. 유나이티드 측은 해당 번호가 "실수로 복구"되었으며 다시 활성화되지 않을 것이라고 밝혔다.

### 예상 표적
93편의 목표는 정확하게 확인되지 않았다. 그러나 조사관은 가장 유력한 목표가 미국 국회의사당일 가능성이 높다고 밝혔다. 납치범이 겪은 두 차례의 이륙 지연(총 88분)으로 인해 비행기가 워싱턴 D.C.에 도달했더라도 지상 사망자는 최소화되었을 것이다. 9시 37분 펜타곤 공격으로 목표 예상 지역 내 모든 연방 정부 건물은 즉시 대피했으며, 국회의사당과 백악관은 93편의 예상 최단 도착 시간인 10시 13분보다 28분 일찍 대피했다.:62
테러가 발생하기 전, 칼리드 사이크 모하메드, 오사마 빈라덴, 그리고 모하메드 아테프는 잠재적인 목표물 목록을 만들었다. 빈라덴은 백악관과 펜타곤을 파괴하기를 원했고, 칼리드 사이크 모하메드는 세계 무역 센터를 공격하기를 원했으며, 세 명 모두 국회의사당을 타격하기를 원했다. 초기 목표물 선정에는 다른 누구도 관여하지 않았다. 빈라덴은 9/11 기획자 람지 빈 알시브에게 모하메드 아타에게 국회의사당보다 백악관을 목표물로 선호한다고 알려주라고 지시했다. 아타는 빈 알시브에게 이것이 어려울 것이라고 경고했지만, 백악관을 가능한 목표물에 포함시키고 백악관이 너무 어렵다면 국회의사당을 대안으로 삼자고 제안했다. 결국 아타는 빈 알시브에게 자라가 국회의사당을 공격할 계획이라고 말했다. 아타는 잠시 핵 시설 공격 가능성을 언급했지만, 다른 공격 조종사가 반대하자 철회했다. 테러 이틀 전 아타와 빈 알시브의 교환을 바탕으로, 네 번째 항공기의 주 목표는 백악관이었고 부차 목표는 국회의사당이었다. 어떤 조종사라도 의도된 목표물에 도달할 수 없다면, 비행기를 추락시켜야 했다.
테러 직후 캠프 데이비드가 목표였다는 추측이 있었다. 체포된 알카에다 조직원 아부 주바이다의 증언을 바탕으로, 미국 관료는 백악관이 목표였다고 믿었다. 알자지라 기자 요스리 푸다와의 9/11 이후 칼리드 사이크 모하메드와 빈 알시브의 인터뷰에서는 93편이 국회의사당으로 향하고 있었다고 말했다. 9/11 위원회 보고서는 승무원과 승객의 행동이 백악관이나 국회의사당의 파괴를 막았다고 언급했다. 칼리드 사이크 모하메드의 추가 증언에 따르면, 빈라덴은 백악관보다 국회의사당을 목표물로 선호했다. 빈라덴의 운전사인 살림 함단은 조사관들에게 이 비행기가 국회의사당으로 향하고 있다는 것을 알고 있었다고 말했다.

### 전투기 대응
D.C. 방위군의 121 전투 비행대 소속 마크 사스빌과 헤더 페니 F-16 전투기 조종사 두 명이 출격하여 93편을 요격하라는 명령을 받았다. 조종사는 제트기에 무장을 장착할 시간이 없었기 때문에 비행기를 들이받을 의도로 이룩했다. 이는 수도 상공을 보호하기 위해 무장한 제트기가 즉시 이륙할 준비를 하는 시대 이전의 일이었다. 그들은 93편에 도달하지 못했고, 추락 소식은 몇 시간 후에야 알게 되었다.
앤드루스 공군 기지에 주둔한 전투기 조종사 빌리 허치슨은 비행 중 자신의 스코프에서 93편을 발견했으며, 처음에는 훈련탄을 엔진과 조종실에 발사하고, 그 다음에는 자신의 제트기로 비행기를 들이받을 계획이었다고 주장했다. 그의 주장은 린 스펜서의 책 《터칭 히스토리》에 실렸다. 9/11 위원회 수석 변호사 존 파머는 허치슨의 비행대가 93편이 추락한 지 35분 후인 10시 38분까지 공중에 떠 있지 않았기 때문에 이는 불가능했을 것이라고 지적했다. 9/11 위원회가 허치슨에게 왜 이 거짓 주장을 했는지 묻자, 그는 답변을 거부하고 방을 나갔다.
북미 항공우주방위사령부(NORAD)는 9/11 위원회에 전투기가 워싱턴 D.C.의 목표에 도달하기 전에 93편을 요격했을 것이라고 진술했지만, 위원회는 "NORAD는 비행기가 추락한 후에야 납치된 사실을 알았다"며, 만약 추락하지 않았다면 10시 23분까지 워싱턴에 도착했을 것이라고 결론 내렸다. 9/11 위원회 보고서는 북동부 방공 구역 전투기가 납치된 것으로 생각되는 델타 항공 1989편을 추격했다고 밝혔다. 위원회는 NORAD와 FAA가 부정확한 증언을 했다고 밝혔다.

### 추모관

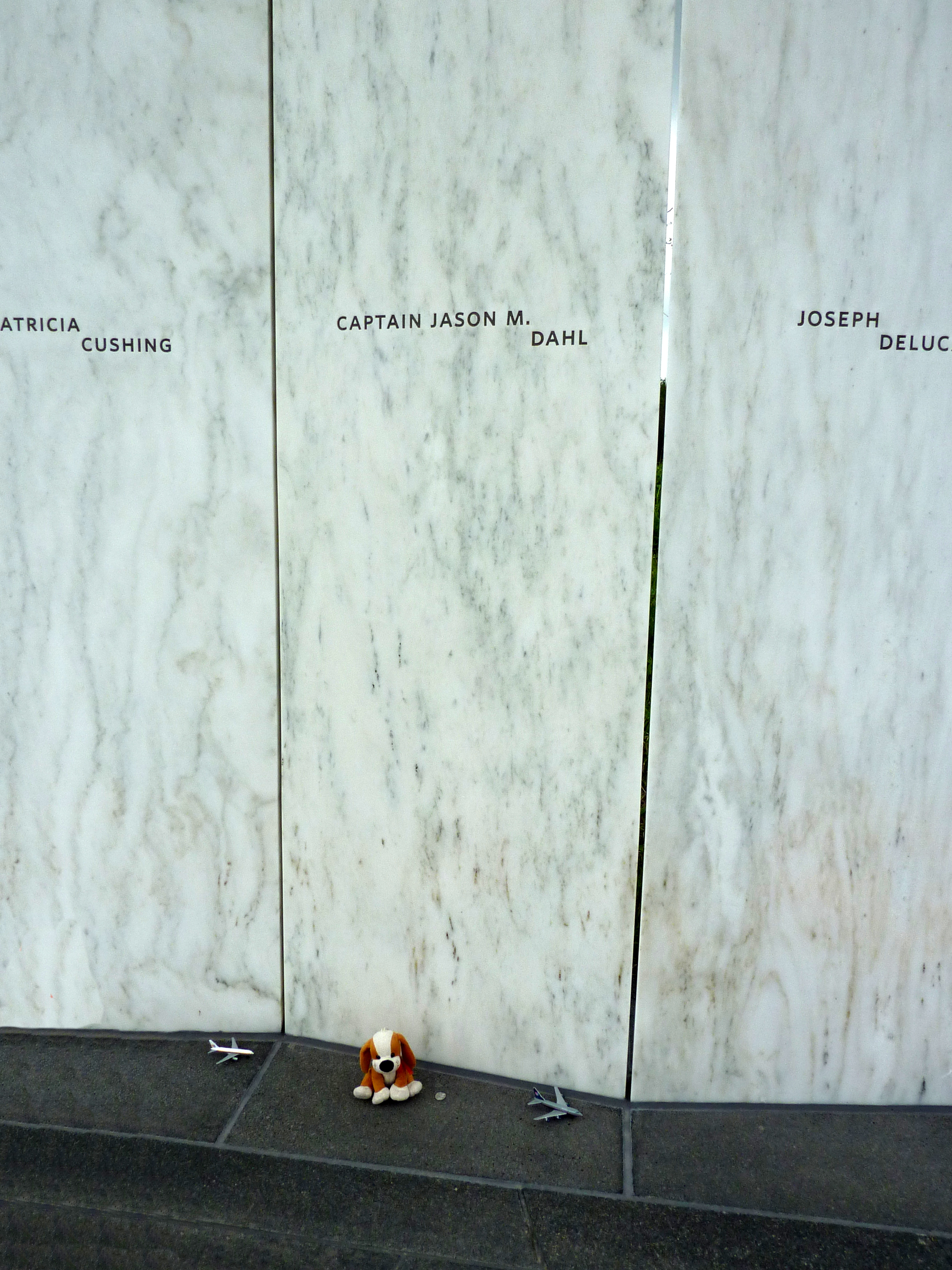
93편 국립 추모관

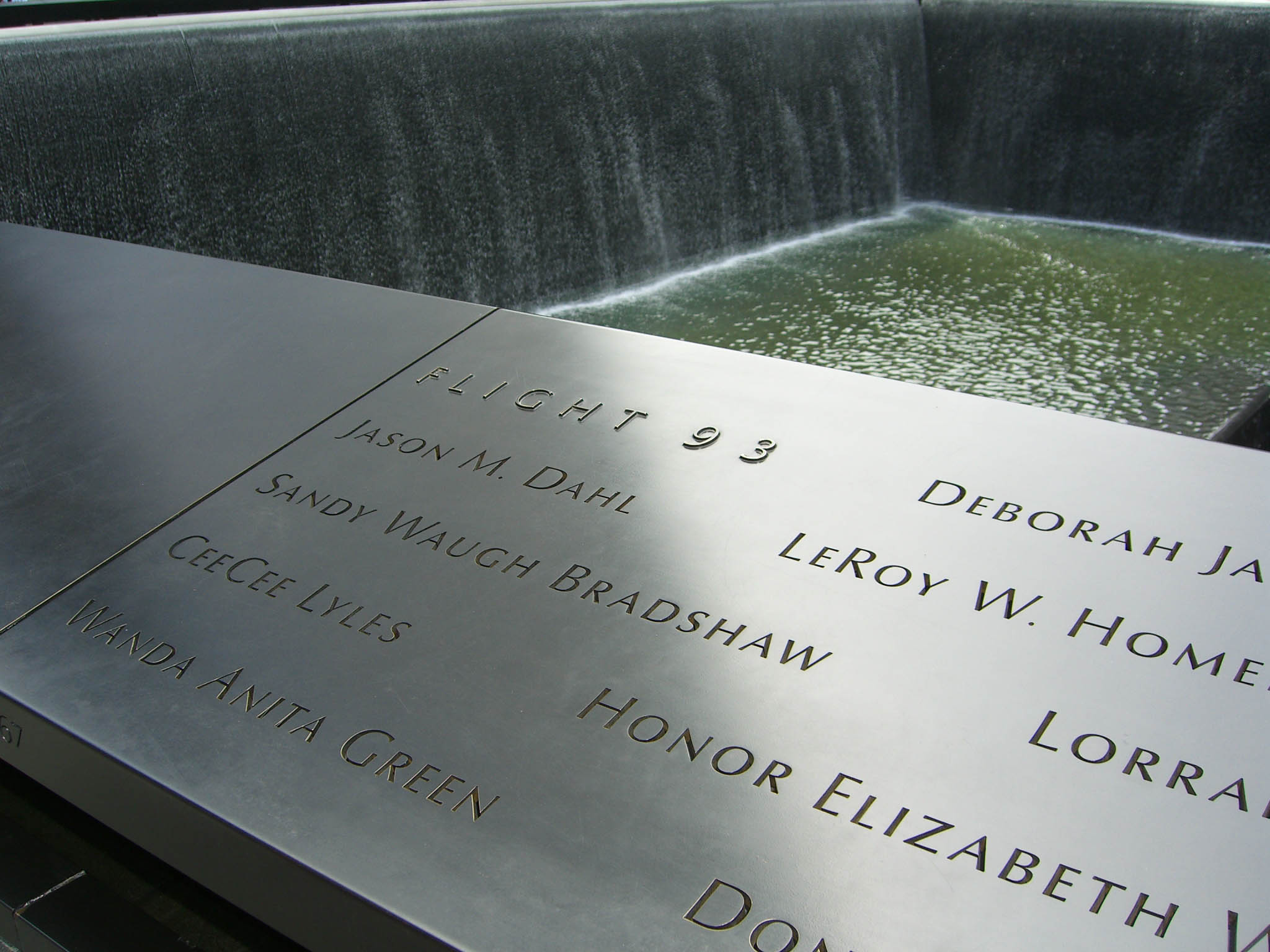
국립 9·11 추모관 & 박물관 남쪽 연못

공격 이후 며칠 동안 방문객이 추락 현장에 자발적으로 남긴 추모품으로 임시 추모관이 형성되었다. 추락 한 달 이내에 미 전국 각지의 재단들이 영구 추모관 건립을 위한 기금을 모으기 시작했다.
테러 2년 후, 연방 공무원은 영구 추모관 설계를 위한 권고안을 만들 책임이 있는 93편 국립 추모관 자문 위원회를 구성했다. 93편이 추락한 펜실베이니아 들판에 공공 추모관을 만들기 위한 건축 설계 대회가 열렸다. 2005년 9월 7일, 1,011개의 제출물 중 당선작인 "포옹의 초승달"이 선정되었다. 부지 계획에는 바깥쪽 아치를 따라 레드 메이플과 사탕 단풍나무가 심어진 큰 초승달 모양의 통로가 특징이다.
이 디자인은 자금, 규모 및 외관에 대한 반대에 부딪혔다. 공화당 소속 찰스 H. 테일러 하원의원은 이 프로젝트에 대한 1천만 달러의 연방 자금을 "비현실적"이라며 막았다. 공화당 의회 지도자는 나중에 그를 설득하여 정치적 압력에 굴복하게 하고 연방 자금을 승인하기 시작했다. 제안된 디자인은 초승달 디자인에서 이슬람 상징성을 발견하는 비평가들도 끌어들였다.
2009년 8월 31일, 토지 소유자들과 미국 국립공원관리청 간에 950만 달러에 토지를 매입할 수 있도록 하는 합의가 발표되었다. 흰색 대리석 '이름의 벽'이 있는 추모 구역은 추락 10주년 하루 전인 2011년 9월 10일에 헌정되었다. 콘크리트와 유리로 된 방문객 센터는 추모관을 내려다보는 언덕에 2015년 9월 10일에 개장했으며, 방문객 센터와 '이름의 벽' 모두 비행 경로와 일치하도록 정렬되었고, 마지막 부분인 "소리의 탑"은 2018년 9월 9일 기념식에서 헌정되었다.
시시 라일스는 탑승했던 승무원 중 한 명이었다. 2003년, 그녀의 고향인 포트피어스에 라일스 동상이 세워졌는데, 이는 이후 테러 희생자를 기리는 많은 기념물 중 하나로 전국적인 인정을 받았다. 2007년 8월 9일, 93편 국립 추모관 근처 미국 219번 국도의 서머싯군 구간은 93편 추모 고속도로로 지정되었다. 국립 9·11 추모관 & 박물관에는 93편 희생자의 이름이 남쪽 연못의 S-67 및 S-68 패널에 새겨져 있다.
추락 16주년 기념일에는 부통령 마이크 펜스가 추모관에서 연설하며 "그들[희생자들]은 개인의 안위을 생각하지 않고 우리의 생명을 구하기 위해 달려들었다... 나는 그날 나와 우리 나라 수도의 많은 사람들이 93편 영웅들의 용기와 희생 덕분에 집으로 돌아가 가족들을 안아줄 수 있었다고 항상 믿을 것이다"라고 말했다.
2018년 6월 21일, 추락 이후부터 창고에 보관되어 있던 93편의 남은 잔해가 비공개 행사에서 추락 현장에 매장되었다. 행사 전, 잔해는 이전에 놓쳤을지도 모르는 개인 소지품과 인체 유해를 찾기 위해 직접 수색되었다.

## 희생자
승객(납치범 제외)과 승무원은 다음과 같은 국적을 가지고 있었다.
| 국적     | 승객 | 승무원 | 합계 |
| -------- | ---- | ------ | ---- |
| 미국     | 30   | 7      | 37   |
| 독일     | 1    | 0      | 1    |
| 일본     | 1    | 0      | 1    |
| 뉴질랜드 | 1    | 0      | 1    |
| 총계     | 33   | 7      | 40   |

## 같이 보기
- 아메리칸 항공 11편 테러 사건 - 세계 무역 센터 북쪽 타워에 충돌
- 유나이티드 항공 175편 테러 사건 - 세계 무역 센터 남쪽 타워에 충돌
- 아메리칸 항공 77편 테러 사건 - 펜타곤에 충돌

## 참고 문헌
- Buell, Tonya (2003). 《The Crash of United Flight 93 on September 11, 2001》. 로젠 출판 그룹. [어린이용]
- Homer, Melodie (2012). 《From Where I Stand: Flight #93 Pilot's Widow Sets the Record Straight》. 랭던 스트리트 프레스.
- Jefferson, Lisa D.; Middlebrooks, Felicia (2006). 《Called: Hello, This Is Mrs. Jefferson. I Understand Your Plane Is Being Hijacked. 9:45 a.m., Flight 93, September 11, 2001》. 노스필드 퍼블리셔스.
- Kashurba, Glenn J. (2002). 《Courage After the Crash: Flight 93 Aftermath: An Oral and Pictorial Chronicle》. 사지 출판.
- Longman, Jere (2002). 《Among the Heroes: The Story of Flight 93 and the Passengers Who Fought Back》. 사이먼 앤 슈스터.
- McMillan, Tom (2014). 《Flight 93: The Story, the Aftermath, and the Legacy of American Courage on 9/11》. 사이먼 앤 슈스터.